# Дульский, Пётр Максимилианович
Пётр Максимилиа́нович Ду́льский (23 марта 1879, Оргеев — 8 марта 1956, Казань) — российский и советский искусствовед, музейный работник, издатель, педагог.

## Биография
Пётр Максимилианович Дульский считается основоположником казанского искусствознания.
Родился 23 марта 1879 года в Бессарабии (ныне Республика Молдова), в г. Оргееве. В 1889 году поступил в Кишинёвскую первую гимназию, затем своё образование продолжил в Одесской рисовальной школе.

Обложка монографии «Иллюстрация в детской книге» Петра Дульского и Якова Мексина. Казань, 1925

В 1904—1911 годах жил в уездном городе Слободском, где был преподавателем рисования в местном реальном училище. В 1911 году перебрался в Казань и прожил в этом городе всю оставшуюся жизнь.
Первоначальный период его работы преимущественно связан с изучением архитектурно-художественного облика Казани и исследованием наиболее значительных памятников архитектуры, живописи, графики.
В 1917—1920 годы он принимал активное участие в музейном строительстве, организации учёта, регистрации и охране памятников. Много занимался издательской работой.
С 1930 года П. М. Дульский преподавал в разных институтах Казани. Активно участвовал в создании Союза художников ТАССР, в 1936—1938 годы являлся первым его председателем.
Дульский участвовал в создании первого журнала «Казанский музейный вестник», а затем — журнала «Казанский библиофил», первый номер которого вышел в 1921 году. «Казанский библиофил» — журнал, посвящённый проблемам книги и современной графики (1921—1923), единственный не столичный журнал подобного рода. Всего вышло четыре номера.
П. М. Дульский умер 8 марта 1956 года, похоронен на Арском кладбище Казани.
Главная его заслуга, по словам крупнейшего советского казанского искусствоведа П. Е. Корнилова: «Приучал молодёжь любить искусство и служить ему».